# Deborrea joannisii
Deborrea joannisii är en fjärilsart som beskrevs av Paul Mabille 1888. Deborrea joannisii ingår i släktet Deborrea och familjen säckspinnare. Inga underarter finns listade i Catalogue of Life.